# Гармский областной комитет КП Таджикистана
Гармский областной комитет КП Таджикистана — орган управления Гармской областной партийной организацией, существовавшей в 1939—1955 годах.
Гармская область была образована 27.10.1939 с центром в пгт Гарм, с 1950 — п. Новабад.
24.08.1955 область упразднена, её территория преобразована в районы республиканского подчинения.

## Первые секретари обкома
- 1938—1939 Преснов, Семён Андреевич, 1-й секретарь окружкома КПТ
- 1939—1940 Джурабаев, Дадабай[1]
- 1940—1942 Шкарбан, Иван Григорьевич[2]
- 1942—1943 Шарипов, Манзар
- 1943—1944 Акилов, Кузи[2]
- 1944—1946 Зайцев Дмитрий Васильевич
- 1946—1948 Козлов, Николай Иванович
- 02.1948—1951 Абдуллаев, Наджмидин Пашаевич[3]
- 1951—1953 Джабиров, Бобо[4]
- 1953—24.08.1955 Джумаев, Сайдали